# Divinizzazione filosofica
Una sorta di divinizzazione fu quella che può riferirsi ai fondatori dei grandi sistemi filosofici dell'età ellenistica  che avevano mostrato di avere vissuto mettendo fedelmente in atto i principi teorici della loro dottrina in modo tale da offrire un modello di vita tale da suscitare una grande ammirazione e devozione, che perdurò nei secoli dopo la loro scomparsa, nei confronti di una figura considerata degna di una sacra venerazione.
Così si esprimeva ad esempio Timone di Fliunte nei confronti del suo maestro Pirrone fondatore dello scetticismo:
Secoli dopo Sesto Empirico confermava questo giudizio affermando che Pirrone è «come una grande meraviglia».
Una divinizzazione fu anche quella di Epicuro che aveva contribuito ancora in vita alla sua sacralità invitando i suoi discepoli a onorare il suo compleanno e stabilendo nel suo testamento che si continuasse a celebrarlo il decimo giorno di Gamelione e che il ventesimo giorno di ogni mese gli epicurei si riunissero per ricordare lui e il suo intimo amico Metrodoro. Questa ricorrenza, poi chiamata la "festa delle Icadi", Plinio il Vecchio scrive come fosse ancora celebrata nel I secolo d.C. 
Questa divinizzazione del filosofo si ritrova nelle espressioni di Lucrezio che chiamava Epicuro «un Dio»  e nel II secolo d.C. Luciano di Samosata si riferiva al maestro come «divino sacerdote della verità» e «liberatore di coloro che ne seguono le dottrine» 
Così anche lo stoico Epitteto dice di Crisippo che si deve essere a lui grati come a un dio per i benefici che ha apportato la sua dottrina all'umanità.
Questo fenomeno di divinizzazione filosofica si spiega considerando le particolarità culturali dell'età ellenistica.
Nel clima di generale insicurezza e di una "fuga nel privato" che caratterizza questa età di sconvolgimenti politici, sociali e culturali, alla filosofia si chiedono sostanzialmente due cose: da un lato una visione unitaria e complessiva del mondo, dall'altro lato una specie di "supplemento d'animo", ossia una parola di saggezza e di serenità capace di guidare la vita quotidiana degli individui. Infatti conseguenza del ripiegamento verso il "privato" fu l'attenzione rivolta dagli intellettuali all'etica ed all'analisi interiore piuttosto che a un'indagine filosofica astratta. I vari sistemi filosofici ellenistici, pur con le loro intrinseche differenze, ebbero come fulcro delle loro speculazioni i problemi dell'uomo che ricerca e riscopre se stesso come individuo, piuttosto che la riflessione politica sulla società.
Queste scuole filosofiche dello scetticismo, dello stoicismo, dell'epicureismo e del cinismo ebbero tutte al centro del proprio interesse la eudaimonia (dal greco εὐδαιμονία trad. felicità) ossia di ricerca di un'esistenza positiva da parte dell'uomo. in un momento in cui la religiosità pagana, ormai confusa con molteplici culti provenienti dall'oriente, non forniva più all'uomo le risposte che egli cercava.
Questi interrogativi trovano ora soluzione nella filosofia che assume carattere individualista e pragmatico. Il modello da seguire non è più il guerriero, l'eroe aristocratico ma il filosofo un punto di riferimento contro le sofferenze che rivela come la felicità non sia un traguardo raggiungibile con il piacere dei sensi, la ricchezza, il potere ed il successo, ma con l'autarchia e l'apatia, le sole condizioni essenziali della saggezza e quindi della felicità interiore.
Michel Foucault  ha esteso questo fenomeno della divinizzazione a tutta la cultura greca antica e romana imperiale ripercorrendo il cammino dei greci nella "cura di sé" (epimeleisthai) come cura dell'aspetto sacro della propria persona, ovvero del proprio Demone. Partendo dagli Orfici, passando per Socrate fino a Platone egli osserva come nella cultura greco-romana: